# ツェンドアユシュ・ナランジャルガル
ツェンドアユシュ・ナランジャルガル（Tsend-Ayush Naranjargal 1992年1月27日- ）は、モンゴルのヘンティー県出身の柔道選手。階級は70kg級。身長175cm。

## 人物
2007年のアジアジュニア57kg級で優勝した。2009年の東アジア大会では70kg級で3位、無差別では2位に入った。2010年のアジアジュニアで優勝すると、アジア競技大会では3位になった。2011年のアジア選手権で3位になると、世界ジュニアでは2位になった。2012年にはアジア選手権とグランドスラム・モスクワで3位となるが、オリンピック出場権が得られる世界ランキング14位以内に入っていなかったために、ロンドンオリンピックには出場できなかった。2013年のアジア選手権では2位になった。2014年には東アジア選手権で優勝した。地元で開催されたグランプリ・ウランバートル決勝では韓国の黄藝瑟に対して、反則負けの対象となる立ち姿勢から体を捨てた脇固めを極めるものの反則が適用されず、優勝することになった。その後に開催されたIJFのセミナーでは、もはやスポーツとは呼べない極めて悪質な反則のケースとして、この試合における脇固めが取り上げられた。世界選手権では初戦で敗れたが、世界団体では2位となった。アジア大会では3位だった。2015年のアジア選手権では優勝を飾った。団体戦では初戦の日本戦でヌンイラ華蓮にまたも反則の脇固めを仕掛けるが、今回は反則負けが適用された。2016年のリオデジャネイロオリンピックでは初戦で敗れた。2018年のアジア大会では3大会連続して3位になった。
また、サンボの世界選手権では2014年に72kg級で3位になっている。

## 主な戦績
- 2007年 - アジアジュニア　優勝(57kg級)
- 2008年 - 青島国際　70kg級　3位　無差別　3位
- 2009年 - 世界ジュニア　7位
- 2009年 - 東アジア大会　70kg級　3位　無差別　2位
- 2010年 - アジアジュニア　優勝
- 2010年 - ワールドカップ・ウランバートル　3位
- 2010年 - 世界選手権　9位
- 2010年 - アジア競技大会　3位
- 2011年 - アジア選手権　個人戦　3位　団体戦　2位
- 2011年 - 世界ジュニア　2位
- 2011年 - ワールドカップ・チェジュ　2位
- 2012年 - ワールドカップ・ソフィア　2位
- 2012年 - アジア選手権　個人戦　3位　団体戦　2位
- 2012年 - グランドスラム・モスクワ　3位
- 2012年 - ワールドカップ・チェジュ　3位
- 2012年 - グランドスラム・東京　5位
- 2013年 - グランドスラム・パリ　5位
- 2013年 - アジア選手権　個人戦　2位　団体戦　2位
- 2013年 - グランプリ・ウランバートル　2位
- 2013年 - 世界選手権　9位
- 2014年 - 東アジア選手権　優勝
- 2014年 - グランプリ・ウランバートル　優勝
- 2014年 - 世界団体　2位
- 2014年 - アジア競技大会　3位
- 2015年 - グランプリ・サムスン　3位
- 2015年 - アジア選手権　個人戦　優勝　団体戦　3位
- 2016年 - グランプリ・トビリシ　5位
- 2016年 -　グランプリ・アルマトイ　2位
- 2016年 -　グランプリ・ウランバートル　2位
- 2018年 - アジア大会　3位

(出典、JudoInside.com)